# Абу-ль-Вафа (місячний кратер)
Кратер Абу-ль-Вафа (лат. Abul Wáfa) — ударний кратер в екваторіальній області зворотного боку Місяця. Назву присвоєно на честь одного з найбільших математиків і астрономів середньовічного Сходу Абу-ль-Вафи (Абу-л-Вафа Мухаммад ібн Мухаммад ібн Ях'я ібн Ісмаїл ібн Аббас ал-Бузджані, 940-998) і затверджена Міжнародним астрономічним союзом в 1970 р. Утворення кратера відноситься до нектарського періоду.

## Опис кратера

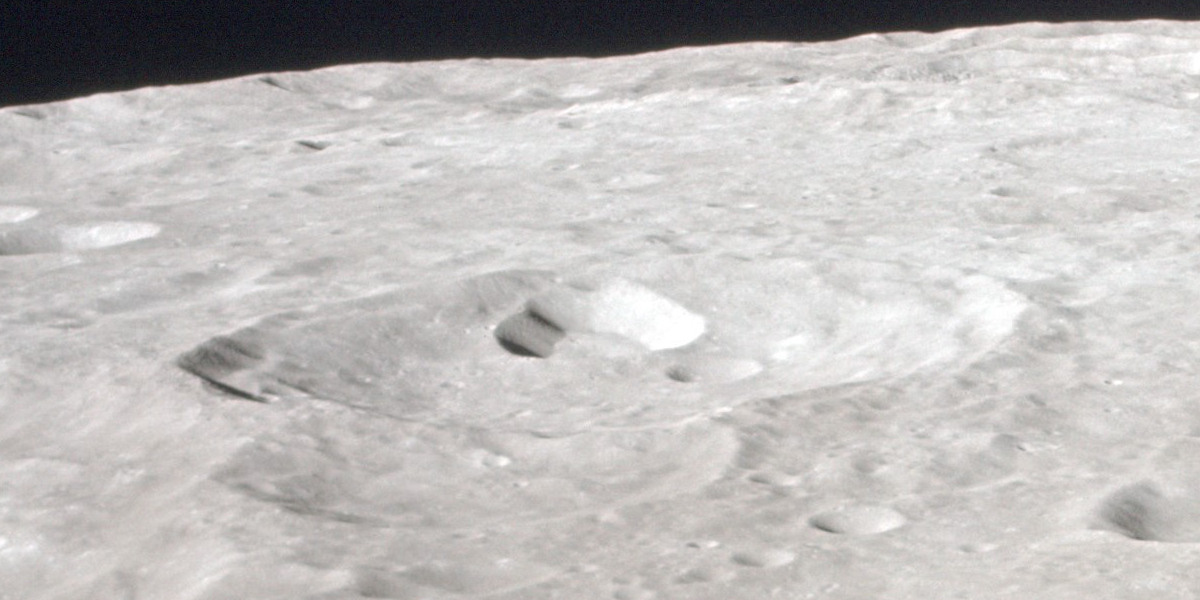
Знімок кратера Абу-ль-Вафа з борту Аполлона-12.

На північному заході від кратера розташований кратер Фірсов, на півночі кратери Качальський і Вівіані, на північному сході кратер Кінг, на сході кратери Ктесібій, Герон. Селенографічні координати центру кратера 0°58′ пн. ш. 116°38′ сх. д. / 0.96° пн. ш. 116.63° сх. д., діаметр 54,2 км, глибина 2,4 км.
Вал кратера має полігональну структуру. Кромка валу і внутрішній схил згладжені ерозією і втратили чіткість. По внутрішньому схилу кратера розташовуються уступи, які колись могли бути терасами або осипами. У північній частині чаші кратера розташовується невеликий примітний кратер, до південно-західної частини валу примикає інший кратер. Найбільша висота валу над навколишньою місцевістю складає 1170 м, об'єм кратера приблизно 2500 км³. Дно чаші відзначено кількома маленькими кратерами.

## Сателітні кратери

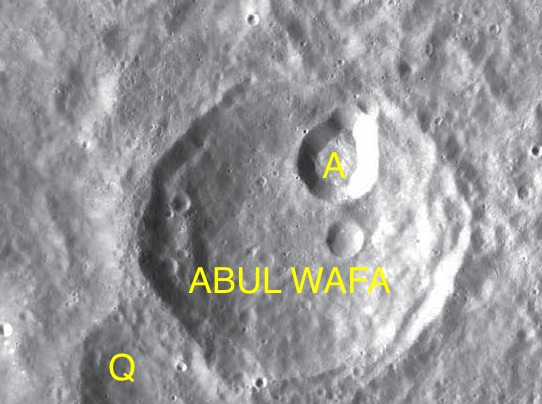
Фрагмент карти LAC-65.

| Абу-ль-Вафа | Координати                                                | Діаметр, км |
| ----------- | --------------------------------------------------------- | ----------- |
| A           | 1°24′ пн. ш. 116°52′ сх. д. / 1.4° пн. ш. 116.86° сх. д.  | 15,0        |
| Q           | 0°08′ пн. ш. 115°53′ сх. д. / 0.14° пн. ш. 115.88° сх. д. | 31,0        |